# Gustav De Waele
Gustav De Waele (Inglaterra, Reino Unido, 28 de marzo de 2008) es un actor y modelo belga y británico  que se volvió conocido por su papel como Rémi en la película Close. Su debut en el actoraje fue en 2016 con su participación en la serie Quotidien.

## Filmografía

### Cine
- Close (2022)[3][4]

### Serie de televisión
- Quotidien (2016)[5]